# 모하메드 아무라
모하메드 엘 아민 아무라(아랍어: محمد الأمين عمورة, 프랑스어: Mohamed El Amine Amoura, 2000년 5월 9일 ~ )는 알제리의 축구 선수이다. 그의 포지션은 스트라이커로, 현재 독일 분데스리가의 VfL 볼프스부르크에서 활약하고 있다.

## 클럽 경력
2020년 2월 17일, 아무라는 3-0으로 이긴 CA 보르즈부아레리즈와의 알제리 리그 프로페시오넬 1 경기에서 후반전에 교체 투입되어 ES 세티프 소속으로 프로 데뷔전을 치렀고, 팀의 3번째 골이자 데뷔골을 기록했다. 그는 2020-21 시즌에 맹활약하며 25경기 13골을 기록했다.
2021년 8월 29일, 아무라는 스위스 슈퍼리그의 FC 루가노와 4년 계약을 맺고 이적했다.
2023년 8월 17일, 아무라는 벨기에 프로 리그의 위니옹 SG와 1년 계약 연장 옵션이 포함된 4년 계약을 맺고 이적했다.

## 국가대표팀 경력
2021년 6월 17일, 아무라는 친선 경기를 앞둔 알제리 A 축구 국가대표팀에 소집되었으며, 5-1로 이긴 라이베리아와의 경기에서 4골을 넣었다.
2023년 12월, 그는 2023년 아프리카 네이션스컵에 참가한 알제리 국가대표팀 명단에 이름을 올렸다.

## 수상 내역

### 클럽
FC 루가노
- 스위스컵 (1): 2021–22[8]